# Teatro anatómico de Bolonia
El Teatro Anatómico de Bolonia es una sala que alguna vez se usó para conferencias y exhibiciones de anatomía celebradas en la facultad de medicina de la Universidad de Bolonia (Bolonia, Italia), la cual solía estar ubicada en el Palacio del Archiginnasio. Un primer teatro anatómico se construyó en 1595, en diferente ubicación, pero fue reemplazado por uno más grande construido en 1637 en la ubicación actual, siguiendo el diseño del arquitecto Antonio Levanti. El techo y la decoración de las paredes se completaron entre 1647 y 1649, pero solo el techo lagunar data de este período, con la figura de Apolo, el dios de la Medicina, en el centro, rodeado de imágenes simbólicas de constelaciones talladas en madera.
El teatro sufrió varias modificaciones y alcanzó su forma definitiva entre 1733 y 1736. En este período, Silvestro Giannotti esculpió las estatuas de madera que decoran las paredes del teatro. Representan a algunos médicos famosos de la antigüedad (como Hipócrates y Galeno) y del ateneo local (como Mondino de Luzzi y Gasparo Tagliacozzi; este último con la nariz en la mano, ya que había sido el primero en intentar la cirugía plástica reconstructiva). Las 2 estatuas de los “Spellati” (desollados) son obra del artista de ceras anatómicas, Ercole Lelli. Las estatuas portan el dosel, superando la silla del profesor, y rematado por la imagen alegórica de la Anatomía. En el centro del teatro se encuentra la mesa blanca sobre la que se realizaba la disección de cuerpos humanos o animales.
El teatro fue destruido casi por completo durante la Segunda Guerra Mundial, por un ataque aéreo el 29 de enero de 1944. Después de la guerra el Teatro fue reconstruido con un rigor filológico ejemplar, utilizando todas las piezas originales recuperadas entre los escombros del edificio.